# قسموس صغير الأزهار
قسموس صغير الأزهار (الاسم العلمي:Cosmos parviflorus) هو نوع من النباتات يتبع جنس القسموس من الفصيلة النجمية.